# Feria de San Isidro

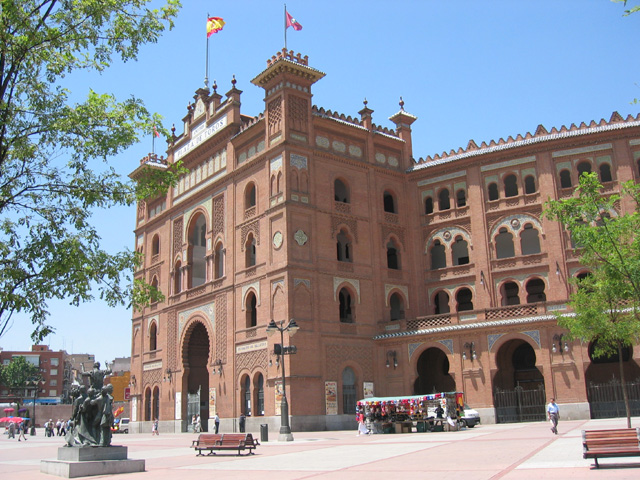
La Feria de San Isidro se celebra en la Las Ventas, en Madrid.

La Feria de San Isidro es una serie de festejos taurinos que se celebran en la plaza de toros de las Ventas de Madrid, entre mayo y junio, en torno a la festividad de San Isidro Labrador (15 de mayo), el santo patrono de la capital española. Inicialmente denominada Feria de Madrid, con el tiempo se ha convertido en la feria taurina más prestigiosa del mundo.

## Historia
Ideada la plaza monumental de las Ventas por el torero Joselito el Gallo (1895-1920), ideada con la intención de dotar a la ciudad de corridas de toros al alcance de todas las clases sociales. La idea fue transmitida al arquitecto José Espeliú y expuesta a diferentes aficionados con el fin de recaudar fondos y que éstos fuesen parte de la empresa. Tanto Joselito como Esplú y uno de los principales inversores fallecieron antes de ver finalizada la construcción de la plaza de toros. En Madrid hasta ese momento solo existían las corridas de abono de otoño y primavera que fueron suspendidas durante la guerra civil española y no se retomaron hasta 1939,  con festejos de abono realizados entre abril y junio, fórmula que duró hasta 1946. Cuando se hace cargo de la gerencia del coso madrileño el empresario Livino Stuyck en 1947, decidió reunir en un solo abono continuo todas las corridas de toros que se celebraban en el mes de mayo, coincidiendo con la festividad de San Isidro. Esta primera feria se denominó Feria de Madrid. Entre las novedades presentadas estaba la restauración de los abonos suspendidos en 1939. En un principio la feria la formaban solo cinco corridas, que luego fueron subiendo a diez en 1959 y a quince en 1956 hasta llegar a los veintiocho festejos, que se celebran diariamente durante el mes de mayo y la primera semana de junio: veinte cuatro corridas de toros, dos novilladas y dos de rejones. En 2019 la feria anunciaba un total de treinta y cuatro festejos dentro del abono de la feria que comprendió del 10 mayo al 10 de junio.
La primera corrida de la Feria tuvo lugar el 15 de mayo de 1947, con un cartel de no hay billetes todos los días de la Feria. El coste de las entradas fue de 125 pesetas en barrera de sombra y de 10 pesetas la entrada más barata en el tendido de sol. En el cartel inaugural fueron anunciados Rafael Ortega, Gallito, Manuel Álvarez, Andaluz, y Antonio Bienvenida y se lidiaron toros de la ganadería brava de Rogelio Miguel del Corral. Los espadas no obtuvieron orejas y Bienvenida fue cogido.
Pepín Martín Vázquez fue el triunfador de la primera Feria de San Isidro con dos vueltas al ruedo.[cita requerida] El 9 de mayo de 1948 Manuel Álvarez, Andaluz cortó la primera oreja en la historia de la feria.
En el año 1950 se inaugura la Venta del Batán y se crea el premio taurino al toro más bravo de la Feria de San Isidro.
En el año 2020, y por primera vez en su historia, se canceló la Feria de San Isidro, debido a la pandemia del COVID-19.

## Cronología

### Siglo XXI
- 2019. La Feria de San Isidro se celebró en la plaza de toros de Las Ventas (Madrid) del 14 de mayo al 16 de junio incluidas las corridas de la Cultura celebrada el 15 de junio y la de la Prensa celebrada el 16 de junio con un total de treinta y cuatro festejos. Junto con las corridas de a pie y las de rejones se anunciaron cinco novilladas y cinco confirmaciones de alternativas (tres de toreo a pie, dos de rejones). El torero «El Juli» sustituyó a Enrique Ponce (baja por percance en Fallas) y Andrés Roca Rey se anunció en el cartel de la Feria de San Isidro como máxima figura.[5][6][7] Como novedad, el empresario de la plaza Simón Casas, incluyó el sistema del «Bombo» un sorteo por el que se van asignando toreros y ganaderías para la confección de los carteles de la feria —el sistema se utilizó también en la Feria de Otoño de Madrid 2018—, esta fórmula solo fue aceptada en diez de los festejos de los totales anunciados.[3]

## Economía

### 2017
El impacto económico de la feria supuso en 2017 según un informe de la Asociación Nacional de Organizadores de Espectáculos Taurinos (ANOET) fue de 72,8 millones de euros, un 15,5% más que la temporada 2016, y un total de 630 000 espectadores.

### 2019
La temporada 2019 tuvo un impacto económico cercano a los 70 millones de euros, con 15 268 abonos de la feria (65% del aforo de la plaza).